# Маранило-Вашанило (Фрозиноне)
Маранило-Вашанило је насеље у Италији у округу Фрозиноне, региону Лацио.
Према процени из 2011. у насељу је живело 65 становника. Насеље се налази на надморској висини од 526 м.